# ميخائيل ويلكينسون
ميخائيل ويلكينسون هو مجدف كندي، ولد في 9 مايو 1986 في شمال فانكوفر ‏ في كندا.

## وصلات خارجية
- ميخائيل ويلكينسون على موقع الاتحاد الدولي للتجديف (الإنجليزية)
- ميخائيل ويلكينسون على موقع اللجنة الأولمبية الدولية (الإنجليزية)
- ميخائيل ويلكينسون على موقع أوليمبيديا (الإنجليزية)